# كريستيان لابوينت
كريستيان لابوينت هو مخرج كندي، ولد في يوليو 1978.